# Arles
(Dante Alighieri, Divina Commedia, Inferno, canto 9 - vv. 112-114)
Arles (in occitano Arle; in italiano storico: Arli) è una città francese di 51 156 abitanti (al 1º gennaio 2022), situata nel dipartimento delle Bocche del Rodano (regione della Provenza-Alpi-Costa Azzurra). È sede di una sottoprefettura e comprende nella sua area urbana anche il comune di Fourques, appartenente al dipartimento del Gard.
La città ha un passato glorioso: emporio commerciale greco-massaliota, assunse caratteristiche propriamente urbane in età romana, divenendo una delle metropoli più fiorenti delle Gallie. Fu fra i massimi centri religiosi dell'occidente romano e, di fatto, una delle capitali dell'Impero in età costantiniana. Nel 407 divenne sede della prefettura del pretorio delle Gallie e dieci anni più tardi fu prescelta come residenza del vescovo primate (417), subentrando rispettivamente a Treviri e a Lione. In epoca medievale fu capitale di uno stato, il regno di Arles, che si estese per gran parte della Francia centro-orientale e sud-orientale e dell'odierna Svizzera.
I suoi prestigiosi monumenti romani (l'Arena, il Teatro antico, le Terme di Costantino, la necropoli degli Alyscamps) unitamente alla cattedrale romanica di Saint Trophime e ad altri insigni edifici antichi, medievali e moderni sono entrati a far parte del Patrimonio dell'umanità nel 1981 e hanno permesso alla città di fregiarsi del titolo di ville d'art et d'histoire (città d'arte e di storia).
Arles e la sua gente sono state fonti di ispirazione per letterati, musicisti e pittori: L'Arlésienne (L'Arlesiana) è il titolo di un racconto di Alphonse Daudet che Daudet stesso trasformò in un dramma in tre atti per cui Georges Bizet compose le musiche di scena; mentre l'opera lirica L'Arlesiana, sempre tratta dal racconto di Daudet su libretto di Leopoldo Marenco, fu musicata da Francesco Cilea. L'Arlesiana è anche il titolo di due celebri dipinti di Vincent van Gogh (il primo del 1888 e il secondo del 1890), che qui visse dal febbraio del 1888 al maggio 1889 e vi dipinse, oltre che ai citati quadri, alcuni dei suoi maggiori capolavori tra cui i celeberrimi Girasoli.
Alcune fonti indicano come origine del nome della città le parole celtiche "Ar Laith", ovvero "luogo umido", o le parole latine "Ara Lata", come riferimento ad un presunto tempio di Diana.

## Geografia fisica

### Territorio
La città è situata sulle due rive del Rodano, agli inizi del delta del fiume. Con circa 759 km² il suo comune è il più esteso della Francia metropolitana ed ha una superficie maggiore dei più piccoli dipartimenti francesi (Territorio di Belfort, con 102 comuni e Parigi, con i tre dipartimenti suburbani). Il suo territorio si articola in tre aree naturali: a meridione la Camargue che in massima parte le appartiene (la parte minore è amministrata dal comune di Saintes-Maries-de-la-Mer, che è il secondo per estensione ma raggiunge solo la metà della superficie di quello di Arles), a settentrione il piedimonte occidentale del sistema collinoso delle Alpilles, a oriente l'arida pianura de la Crau. Il comune comprende, oltre ad Arles, numerose altre località e frazioni (Albaron, Gageron, Gimeaux, Le-Sambuc, Mas-Thibert, Moules, Pont-de-Crau, Raphèle, Saliers, Salin-de-Giraud, Villeneuve).
Arles è inoltre capoluogo della circoscrizione omonima, una delle quattro del dipartimento, che comprende 9 cantoni e 36 comuni.
Fino al 2014 la città è stata suddivisa in due cantoni:
- Arles-Est, che comprende la parte centro-orientale e orientale del suo territorio con i due comuni di Fontvieille e di Saint-Martin-de-Crau
- Arles-Ouest, che include la zona centro-occidentale e occidentale del comune

Gli altri sette cantoni compresi nella circoscrizione erano Châteaurenard, Eyguières, Orgon, Port-Saint-Louis-du-Rhône, Saint-Rémy-de-Provence, Saintes-Maries-de-la-Mer e Tarascona.
A seguito della riforma approvata con decreto del 18 febbraio 2014, che ha avuto attuazione dopo le elezioni dipartimentali del 2015, il territorio comunale della città è stato riunito in un unico cantone.

### Clima
Arles ha un clima mediterraneo e presenta una temperatura media annua di 14,6 °C (1948 - 1999). Le estati sono calde e moderatamente asciutte, con medie stagionali generalmente comprese fra i 22 °C e i 24 °C, e gli inverni miti, con temperature medie di circa 7 °C (gennaio, il mese più freddo, ha un valore medio di 6,2 °C - 6,3 °C nel periodo 1948 - 1999). La città è soggetta tuttavia, soprattutto durante i mesi invernali, all'influenza del mistral, vento freddo che può provocare gelate forti e improvvise. Le piogge (636 mm) sono abbastanza ben distribuite da settembre a maggio e la siccità estiva è meno marcata che in altre contrade del Mediterraneo. Le precipitazioni di tipo nevoso costituiscono un fenomeno piuttosto raro.
| Stazione di Arles (1948-1999) | Gen  | Feb  | Mar  | Apr  | Mag  | Giu  | Lug  | Ago  | Set  | Ott  | Nov  | Dic  | Anno  |
| ----------------------------- | ---- | ---- | ---- | ---- | ---- | ---- | ---- | ---- | ---- | ---- | ---- | ---- | ----- |
| Temp. media max. (°C)         | 10,4 | 12,3 | 15,7 | 18,5 | 22,8 | 27,1 | 30,3 | 29,7 | 25,5 | 20,3 | 14,4 | 11,0 | 19,8  |
| Temp. media min. (°C)         | 2,1  | 2,8  | 5,3  | 7,5  | 11,2 | 14,5 | 17,7 | 17,3 | 14,4 | 10,4 | 5,9  | 3,1  | 9,4   |
| Temp. media max. estrema (°C) | 15,9 | 17,5 | 21,5 | 24,1 | 28,1 | 32,5 | 34,8 | 34,5 | 30,5 | 25,5 | 20,3 | 16,2 |       |
| Temp. media min. estrema (°C) | -3,1 | -2,0 | 0,3  | 3,4  | 7,2  | 10,6 | 13,8 | 13,7 | 10,1 | 5,8  | 0,7  | -2,1 |       |
| Precipitazioni (mm)           | 54,7 | 50,8 | 49,3 | 50,3 | 48,6 | 37,3 | 17,1 | 39,2 | 81,7 | 85,7 | 66,7 | 54,7 | 636,1 |
| Giorni di pioggia             | 7,7  | 7,4  | 7,3  | 7,5  | 7,5  | 5,7  | 3,5  | 4,8  | 6,2  | 8,2  | 8,3  | 8,9  | 83,0  |

| Staz. di Nîmes-Garons (2005-2013) | Gen | Feb | Mar  | Apr  | Mag  | Giu  | Lug  | Ago  | Set  | Ott  | Nov  | Dic | Anno |
| --------------------------------- | --- | --- | ---- | ---- | ---- | ---- | ---- | ---- | ---- | ---- | ---- | --- | ---- |
| Temp. media (°C)                  | 6,7 | 7,0 | 10,7 | 14,3 | 17,9 | 21,8 | 24,8 | 24,0 | 20,5 | 16,3 | 11,0 | 7,1 | 15,2 |

## Storia

### Storia antica

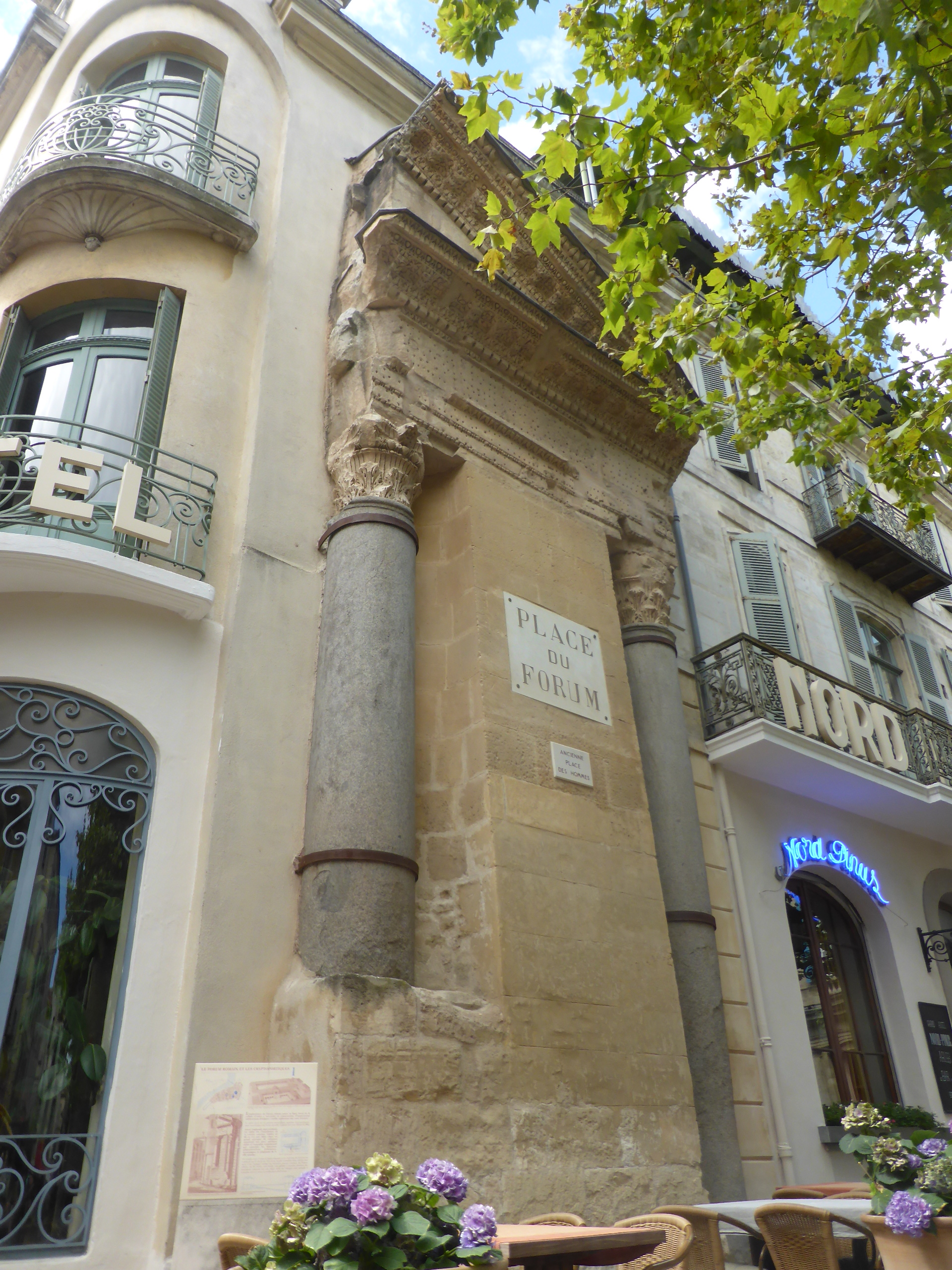
Resti del foro romano (Colonnes de Saint-Lucien) in place du Forum

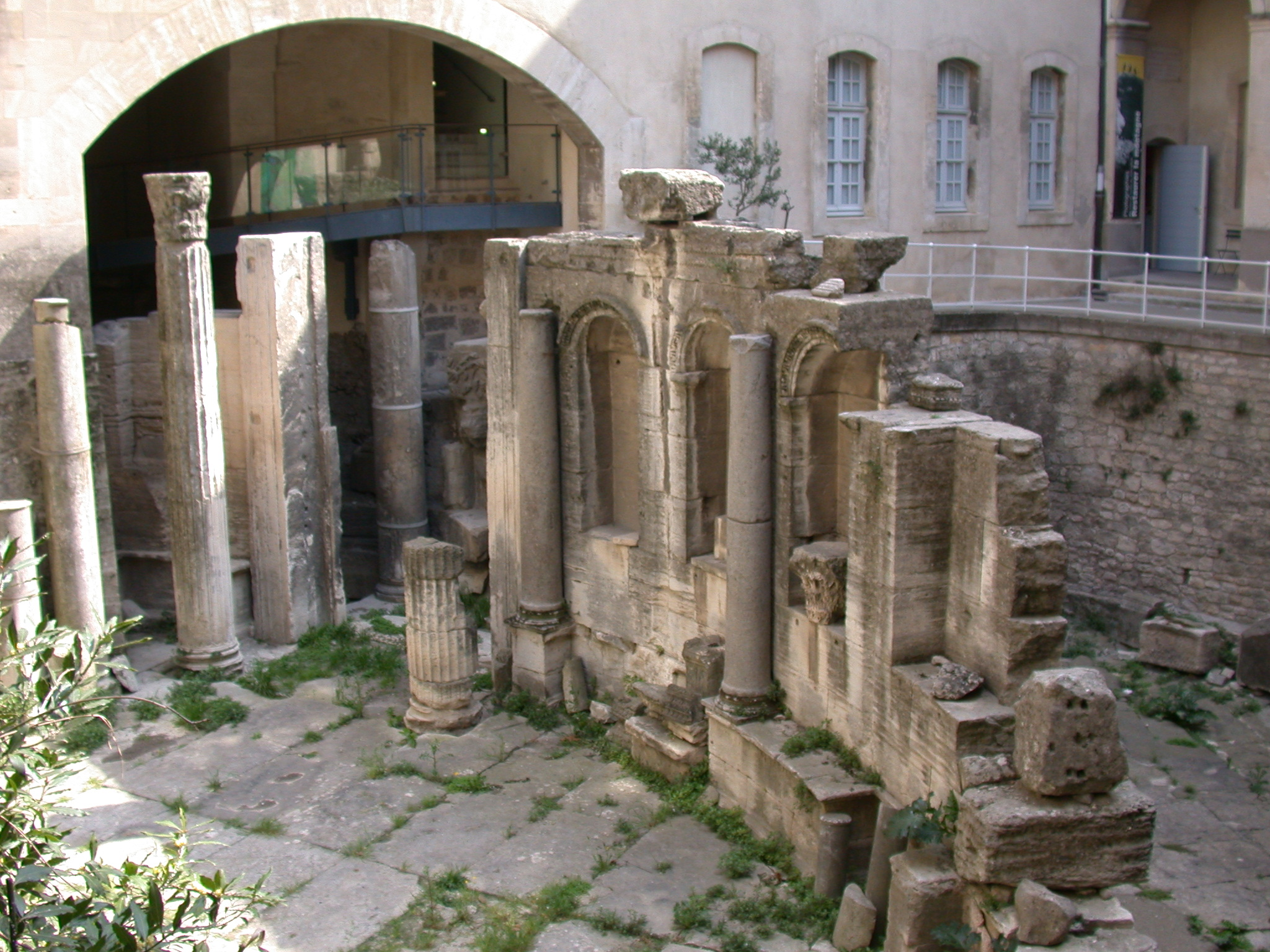
Resti dell'esedra all'estremità di uno spazio scoperto annesso al Foro romano, nel cortile del Muséon Arlaten (Hôtel Lavan-Castellane)

Il territorio della foce del Rodano fu occupato in età protostorica da popolazioni liguri, che allacciarono presto relazioni commerciali con le vicine popolazioni celtiche, con cui in parte si fusero e con gli empori fenici. Furono tuttavia i Focesi, fondatori della città di Massalia, a costituire, attorno al VI secolo a.C., un emporio commerciale (Théliné), primo embrione della futura città di Arles. Il sito aveva una notevole importanza non solo commerciale ma anche strategica, trovandosi all'incrocio del percorso che collegava l'Italia alla Spagna con il corridoio formato dalla valle del Rodano, via di penetrazione di commercianti greci, fenici ed etruschi. Nei secoli successivi si andò sviluppando un primo, modesto, abitato: sono del IV secolo a.C. i resti di alcune edificazioni rinvenute (1975) durante i lavori per un parcheggio presso una zona verde della città nota come "Giardino d'inverno". Tale abitato originario dovette essere soggetto, o per lo meno fu sottoposto al controllo, della città di Massalia, cui era sempre rimasto unito da legami storici, commerciali e di sangue. A partire dal II secolo a.C., in età ancora preromana, la presenza italiana [sic] ad Arles si fa molto forte sotto il profilo economico, ma forse, fin da allora, anche sotto quello culturale.
I Romani si installarono stabilmente in Provenza nel 122 a.C. e con ogni probabilità alcuni anni più tardi, al momento della costituzione della Narbonense (118 a.C. circa), l'emporio arlesiano fu incorporato nella nuova provincia. Nel 104 a.C. Mario fece scavare un canale nei pressi di Arles, che congiungeva il Rodano al golfo di Fos per facilitare e ampliare la navigazione nella regione. In questa prima epoca romana l'abitato dovette svilupparsi notevolmente acquisendo connotazioni pienamente urbane e assumendo il nome di Arelate, toponimo di probabile origine gallica, con il significato di luogo presso (are) lo stagno (late); con tale denominazione sarà menzionata da Giulio Cesare nel De bello civili. Durante la guerra civile tra Cesare e Pompeo si schierò a fianco di Cesare riuscendo ad armare in un solo mese dodici navi da guerra che egli stesso aveva richiesto e dopo la vittoria di quest'ultimo ottenne buona parte del territorio dell'antica madrepatria, la pompeiana Massalia. Nel 46 a.C. divenne colonia romana accogliendo i veterani della legio VI Ferrata e ottenendo il privilegio di dotarsi di una cinta muraria che racchiudeva un'area urbana di 40 ettari. In questi anni il suo porto fluviale conobbe un ulteriore sviluppo, così come lo sfruttamento sistematico del fertile territorio che circondava la città.
Agli inizi del IV secolo fu una delle residenze preferite dell'imperatore Costantino I e nel 314 vi si tenne il primo concilio di Arles di una numerosa serie tenutasi nei secoli successivi. A partire dal 328 ebbe il nome ufficiale di Constantina, datole da Costantino I in onore del proprio figlio Costantino II che vi era nato; nel 340, tuttavia l'uso cessò con la morte e la damnatio memoriae di Costantino II. L'altro figlio di Costantino I, Costanzo II, mutò nuovamente il nome ufficiale della città in Constantia nel 353, in occasione della celebrazione nella città dei propri tricennalia; il nuovo nome tuttavia fu scarsamente utilizzato e la sua ultima attestazione risale al 423, anno in cui si ha l'ultima emissione monetaria, per l'usurpatore Giovanni Primicerio, ancora recante il segno di zecca col nuovo nome. A partire dal 328, la città, sostituendosi a Nemausus e a Burdigala come il centro più popoloso ed importante della Gallia meridionale, venne dotata di una zecca imperiale. Nel 407 divenne sede della Prefettura delle Gallie al posto di Treviri e dieci anni più tardi il suo vescovo subentrò a quello di Lione come primate ecclesiastico della Gallia. Nel 473 fu, per la prima volta, espugnata e occupata da una popolazione barbara, seppure parzialmente romanizzata, quella dei Visigoti. In quegli anni, che videro il crollo definitivo dell'Impero romano d'Occidente, Arles riuscì a conservare una certa importanza non solo come centro politico ed economico, ma anche, e soprattutto, religioso.

### Storia medievale
Nel 508, con la conquista ostrogota Arles entrò a far parte del regno di Teodorico il Grande. Era allora vescovo della città Cesario, il quale riuscì a ottenere da Papa Simmaco anche la primazia sulla Spagna, conferendo alla diocesi arlesiana un prestigio, nell'Occidente cristiano, secondo solo a quello di Roma. Nel 524 vi si tenne un concilio cui parteciparono vescovi provenienti non solo da ogni parte della Gallia, ma anche da un certo numero di diocesi iberiche e persino dall'Italia. Nel 536 la città fu occupata dai Franchi e nel 730 fu espugnata e saccheggiata dai musulmani provenienti dalla Spagna. Continuò tuttavia a essere un attivo centro commerciale e quando, nel 934, vennero unite in un unico stato la Provenza e la Borgogna, la nuova formazione politica prese il nome di regno di Arles ed ebbe nella città provenzale una delle sue capitali più prestigiose, oltre che centro organizzatore di rilievo. Dopo circa un secolo di vita indipendente, nel 1032, tale regno si smembrò e le sue parti (regione d'Arles, Borgogna e Provenza) vennero assorbite dal Sacro Romano Impero. Il regno di Arles, pur se con una ridotta base territoriale, continuò tuttavia a vivere come stato vassallo del Sacro romano Impero fino alla definitiva trasformazione della contea di Provenza (suo antico feudo) in entità statuale pienamente autonoma (XIII secolo) e oltre.
Nel frattempo era iniziato quel lungo percorso che doveva portare Arles, attorno al 1135, all'elezione di un console e, successivamente, a darsi degli statuti di città libera. I vincoli feudali che la città e il suo regno intrattenevano con il Sacro romano Impero rischiarono di spezzarsi e indussero Federico Barbarossa a recarsi ad Arles nel 1178 per cingere la corona di uno stato che esisteva ancora de jure e riaffermare in tal modo la propria autorità su tutto il territorio compreso fra le Alpi e il Rodano. La cerimonia dell'incoronazione ebbe luogo con la massima solennità nella cattedrale di Saint Trophime, da poco edificata. Nel 1239, per volere della sua borghesia, Arles accettò l'autorità dei conti di Provenza, gravitanti anch'essi nell'orbita imperiale, riuscendo tuttavia salvaguardare, almeno in parte, le proprie libertà civiche. Nel 1481 Arles e la Provenza tutta passarono, dopo la morte senza eredi del loro ultimo sovrano, il conte Carlo III, a Luigi XI e furono annesse al regno di Francia.

### Storia moderna
L'annessione di Arles al regno di Francia non comportò inizialmente problemi di sorta, anche perché la città e la sua regione di appartenenza tornarono a unirsi ad altre aree occitane che per lingua e cultura le erano affini: basti pensare al Languedoc, alla regione di Tolosa e anche a quella parte della Guascogna che da tempo faceva parte dello stato francese. Agli inizi del Cinquecento tuttavia, venne inaugurata da Luigi XII quella politica di centralizzazione linguistica che, perseguita anche dai suoi successori, sfociò nell'editto di Villers-Cotterêts (1539) che stabiliva l'ufficialità della lingua francese in tutti gli atti pubblici a scapito del latino e degli idiomi autoctoni parlati sia nel sud di Francia (in gran maggioranza di ceppo occitano o francoprovenzale), sia in Bretagna. Tale editto segnò, ad Arles, l'inarrestabile decadenza del provenzale che sarebbe durata fino ai giorni nostri.
Sotto il profilo economico e finanziario la città dovette subire, nella prima metà del Cinquecento, un aumento generalizzato della fiscalità, volto a sostenere, sia la politica di espansione territoriale della monarchia francese in Italia (in funzione anche anti-asburgica), sia la lotta contro i corsari barbareschi particolarmente attivi nel litorale arlesiano (Saintes-Maries-de-la-Mer), sia lo sforzo militare contro le truppe imperiali di Carlo V che per ben due volte, negli anni trenta del Cinquecento, avevano invaso la Provenza. Nel 1525 la città fu costretta persino ad arruolare un contingente di 200 uomini per reprimere bande di briganti (bandouliers) formate da ex-militari italiani o corsi che desolavano la contrada.
Con il ritorno della pace, attorno alla metà del XVI secolo, Arles conobbe un nuovo periodo di sviluppo urbano ed economico favorito dal rinato interesse per la cultura classica, di cui la città era stata, nelle Gallie, uno dei massimi centri propulsori. Numerose costruzioni, sia private sia pubbliche, furono erette con forme, il più delle volte, di ispirazione rinascimentale. Fra gli edifici pubblici più significativi dell'epoca possiamo ancora ammirare la celebre Torre dell'Orologio (Tour de l'Horloge) (1555) e le due torri della Porte de la Cavalerie (1588) e, fra quelli civili, i palazzi aristocratici di Varadier Saint-Andiol, Arlatan, Laval-Castellane, che riflettono il gusto delle grandi famiglie locali per la monumentalità, la magnificenza e per dei tratti italianizzanti rari in Provenza.. Durante le guerre di religione (1562 - 1598) Arles restò fedele alla causa cattolica. L'arcivescovo Prosper de Sainte-Croix (1566-1574) indusse le autorità locali a cacciare i protestanti dalla città e ad accogliere i rifugiati cattolici provenienti dalla vicina Nîmes, fra cui Mons. Bernard Del Bene, che divenne per alcuni anni suo vescovo ausiliare. L'allontanamento dei protestanti permise ad Arles di restare al margine della guerra civile che si era scatenata fra "papisti" e "riformati", condotta con inaudita violenza da entrambe le parti nel mezzogiorno francese, ma non di evitare la terribile epidemia del 1579-1581 che ne decimò la popolazione e che tornò a flagellare la città otto anni più tardi.
Nella prima metà del XVII secolo si impose in città un manierismo di tipo "borgognone" sia nell'architettura civile che in quella religiosa, trovando posto persino nella cattedrale di Saint-Trophime con la sistemazione al suo interno, negli anni compresi fra il 1620 e il 1627, della Cappella dei re Magi (Chapelle de Rois Mages). Tale manierismo cederà il posto, attorno alla metà del secolo, a uno stile più sobrio, di ispirazione classicheggiante, e, negli ultimi decenni della centuria, a forme tipicamente barocche.. In quegli anni il centro urbano subì alcune importanti trasformazioni che l'avrebbero contraddistinto fino ai giorni nostri, fra cui la definitiva sistemazione del cuore della città, l'odierna place de la République con il nuovo 'Hotel de Ville, (1673-1675) che incorporò anche la Torre dell'Orologio e, al centro della piazza, il bell'obelisco di epoca tardo-imperiale (IV secolo), ivi trasportato dal Circo romano in cui si trovava.
Nei primi decenni del Settecento Arles fu funestata da una grave carestia (1709) e dalla peste (1721), in cui perì oltre un terzo della propria popolazione che all'epoca ammontava a 23.000 abitanti circa. La carestia tornò a desolare la città nel 1752, dando luogo a saccheggi repressi con durezza: un agitatore venne impiccato, altri furono incarcerati, altri ancora condannati alle galere. Nella seconda metà del secolo si segnalano anche i primi timidi tentativi di industrializzazione della città, con l'apertura di alcuni stabilimenti al di fuori delle mura cittadine e oltre il Rodano, nel quartiere di Trinquetaille.

### Storia contemporanea
L'adesione della città alla Rivoluzione si produsse ancor prima della presa della Bastiglia, allorquando esplose in città una rivolta popolare dovuta al carovita (13 marzo 1789), seguita da manifestazioni antimonarchiche che culminarono con l'occupazione del palazzo comunale. Le redini del potere furono prese, fin da allora, dall'aristocratico Pierre-Antoine Antonelle, che da tempo aveva fatti propri gli ideali di libertà e giustizia sociale che avevano ispirato i patrioti rivoluzionari francesi e che nel 1790 fu eletto sindaco della città.
In epoca napoleonica fu decisa la soppressione dell'Arcidiocesi di Arles (1801) e la sua unione con la diocesi di Aix. Ripristinata nel 1817, fu nuovamente soppressa nel 1822 incorporandosi definitivamente in quella di Aix-en-Provence. All'epoca l'economia della città era ancora basata sul porto fluviale, ma attorno alla metà dell'Ottocento, a causa del rapido sviluppo dei trasporti per ferrovia, si andò gradualmente riconvertendo. L'apertura degli ateliers ferroviari, a ridosso degli Alyscamps, nel 1848, segnò l'inizio di una nuova era per Arles, che cominciò a perdere le connotazioni portuali che fino ad allora l'avevano contraddistinta, per assumere sempre più quelle di una centro dall'economia diversificata. Negli anni del Secondo Impero viene aperto a Salin-de-Giraud, località appartenente al comune di Arles, uno stabilimento per lo sfruttamento del sale (1856). Quest'epoca vide anche la costruzione di importanti arterie (fra cui l'attuale rue Gambetta), di un ponte ferroviario sul Rodano, di nuovi argini lungo il fiume per proteggere il centro storico dalle ripetute inondazioni (1856) e di numerosi edifici pubblici fra cui scuole, caserme, magazzini e un teatro. L'attività edificatoria continuò in età repubblicana: nel 1875 venne inaugurato un secondo ponte fluviale per unire il centro urbano al quartiere di Trinquetaille e in alcune zone periferiche della città iniziarono a sorgere i primi nuclei abitativi destinati prevalentemente agli operai. In quegli anni, nel quartiere arlesiano di Barriol, fu aperto un cantiere navale sopravvissuto fino ai giorni nostri. La città che nel 1875 vide nascere Jeanne Calment la donna più longeva di ogni tempo (122 anni legalmente provati) e che ospitò Vincent van Gogh nel 1888-1889 ispirando tante sue immortali creazioni, era certamente profondamente diversa da quella che solo alcuni decenni prima basava la propria esistenza sul porto fluviale.
Le due guerre mondiali segnarono profondamente la città: se nella prima molte giovani reclute arlesiane perirono sul fronte franco-tedesco, nella seconda ai morti fra le truppe combattenti si aggiunsero quelli causati dai bombardamenti aerei anglo-americani (giugno - agosto 1944) che falcidiarono molti civili inermi e causarono gravi danni al patrimonio edilizio e monumentale di Arles. Secondo fonti ufficiali, per quanto riguarda la sola edilizia residenziale su 5.500 alloggi esistenti 1.156 andarono totalmente distrutti o risultarono inabitabili e 1.120 subirono distruzioni parziali di varia entità e gravità. Interi quartieri come quello di Trinquetaille o de La Cavalerie furono in massima parte rasi al suolo insieme ai due ponti sul Rodano, al Palazzo delle Poste, alla stazione ferroviaria e a svariati altri edifici civili e religiosi. Fra questi ultimi andò irrimediabilmente perduta la l'Église de Saint-Pierre, a Trinquetaille, che venne riedificata nel dopoguerra con forme moderne, mentre l'église Notre-Dame-la-Major', nonostante i gravi danni subiti venne riaperta al pubblico dopo essere stata sottoposta, per otto anni, a una serie di interventi strutturali e di restauri. L'opera di ricostruzione, data la l'importanza della città sotto il profilo storico e monumentale, fu affidata alla direzione di uno dei massimi architetti del tempo, il francese di origine ungherese Pierre Vago (1910-2002) e si protrasse fino agli inizi degli anni sessanta del Novecento.
In età contemporanea alcune delle frazioni, o località, appartenenti al comune di Arles divennero municipi autonomi, come Fontvieille (dal 1790), Port-Saint-Louis-du-Rhône (dal 1904) e Saint-Martin-de-Crau (dal 1924).

## Società

### Evoluzione demografica
| 1800   | 1821   | 1831   | 1841   | 1851   | 1861   | 1872   | 1881   | 1891   | 1901   | 1911   |
| ------ | ------ | ------ | ------ | ------ | ------ | ------ | ------ | ------ | ------ | ------ |
| 18 470 | 20 150 | 20 236 | 20 460 | 23 208 | 25 543 | 24 695 | 23 480 | 24 288 | 29 314 | 31 010 |
| 1921   | 1931   | 1946   | 1954   | 1962   | 1975   | 1982   | 1990   | 1999   | 2006   | 2011   |
| 31 014 | 32 485 | 35 017 | 37 443 | 41 932 | 50 059 | 50 500 | 52 058 | 50 426 | 51 960 | 52 510 |

## Quartieri cittadini
- La Cité: centro storico, che segue ancora l'impianto di età romana, tra la collina dell'Hauture e il fiume Rodano
- L'Hauture: altura rocciosa isolata fu occupata già in epoca romana
- Trinquetaille, situato sulla destra del fiume, si sviluppò in epoca antica e fu la sede portuale
- La Roquette: ampliamento di origine medioevale lungo le rive del fiume, con impianto a spina di pesce e case alte e strette, sede di commercianti ed artigiani
- Le Méjan: ampliamento del XII secolo lungo le rive del Rodano
- Cavalerie Portagnel: nasce nel corso dello sviluppo urbano a partire dall'XI secolo, con l'estensione dell'abitato verso nord nel cosiddetto "Borgo Nuovo"
- Mouleyrès Griffeuille: si sviluppa nel XIX secolo in concomitanza con l'arrivo della ferrovia. Si prolunga a sud nel quartiere della Genouillade e ad est nel quartiere residenziale di Griffeuille.
- Chabourlet: urbanizzato a partire dal 1928 a sud del centro cittadino, ha carattere residenziale con palazzine e abitazioni a schiera
- Les Alyscamps Bigot: urbanizzato a partire dagli anni 1950, nelle immediate vicinanze della celeberrima necropoli romana degli Alyscamps, che con le sue chiese, statue e sarcofagi, fu oggetto di culto in età medievale e nei primi due secoli di quella moderna. Lo scavo del canale di Craponne e la costruzione della linea ferroviaria tra Avignone e Marsiglia, hanno profondamente alterato le caratteristiche del paesaggio originario
- Le Trébon Montplaisir: urbanizzato a partire dagli anni 1960 a nord del centro cittadino, su terreni bonificati nel XVII secolo dall'ingegnere olandese Jean Van Ens. Vasta zona industriale e porto fluviale della città
- Barriol Plan-du-Bourg: urbanizzato negli anni 1970 nella zona sud-est della città, tra il Rodano, il canale di Port-de-Bouc e la strada di Port-Saint-Louis
- Fourchon: urbanizzato a partire dagli anni 1970 a qualche chilometro a sud del centro cittadino, rappresenta la zona industriale e commerciale della città e centro ospedaliero.

## Monumenti e musei
Nel 1981 i monumenti romani e romanici della città sono stati iscritti nell'elenco dei Patrimoni mondiali dell'umanità dell'UNESCO.

### Mura
La conoscenza del tracciato della prima cinta muraria, eretta poco dopo fondazione della colonia, alla fine del I secolo a.C., è in gran parte incerta. Un ultimo resto del tratto di mura si sviluppava lungo il Rodano in epoca medioevale. Si conservano anche i resti della porta della Cavalleria, ricostruita nel 1588, completata nel XVIII secolo e parzialmente distrutta durante la Rivoluzione francese e nel 1877.

### Foro e criptoportici
Del foro vero e proprio, la piazza centrale della città romana, restano solo alcuni pezzi architettonici che permettono di ipotizzare la sua costruzione poco dopo la fondazione coloniale del 46 a.C. Fa parte dei monumenti inseriti nella lista dei Patrimoni mondiali dell'umanità.
La piazza, disposta su un terreno in pendio, era in parte sostenuta da sostruzioni: tre gallerie sotterranee disposte ad U e chiuse al pubblico. Una quarta galleria con elementi in mattoni appartiene probabilmente ad un rimaneggiamento di epoca tardoantica. A partire dal V secolo il foro era in abbandono e alcune parti dei criptoportici furono chiuse per essere utilizzate come cantine e si perse la memoria della natura dei resti, che furono prima interpretati come catacombe e riconosciuti di origine romana solo in seguito al ritrovamento di un fregio scolpito nel 1737. Lo scavo di queste gallerie sotterranee a partire dal 1951 permise di ritrovare un deposito di marmi asportati da antichi monumenti, tra cui alcune iscrizioni che testimoniano l'esistenza nel Foro di un culto dedicato all'imperatore Augusto.
Attualmente ai criptoportici del Foro si accede dalla cappella dei Gesuiti, costruita nel 1654, notevole per il soffitto dipinto e la decorazione scolpita dell'interno, in stile barocco. La cappella fu sede del museo archeologico di arte cristiana.

### Teatro romano

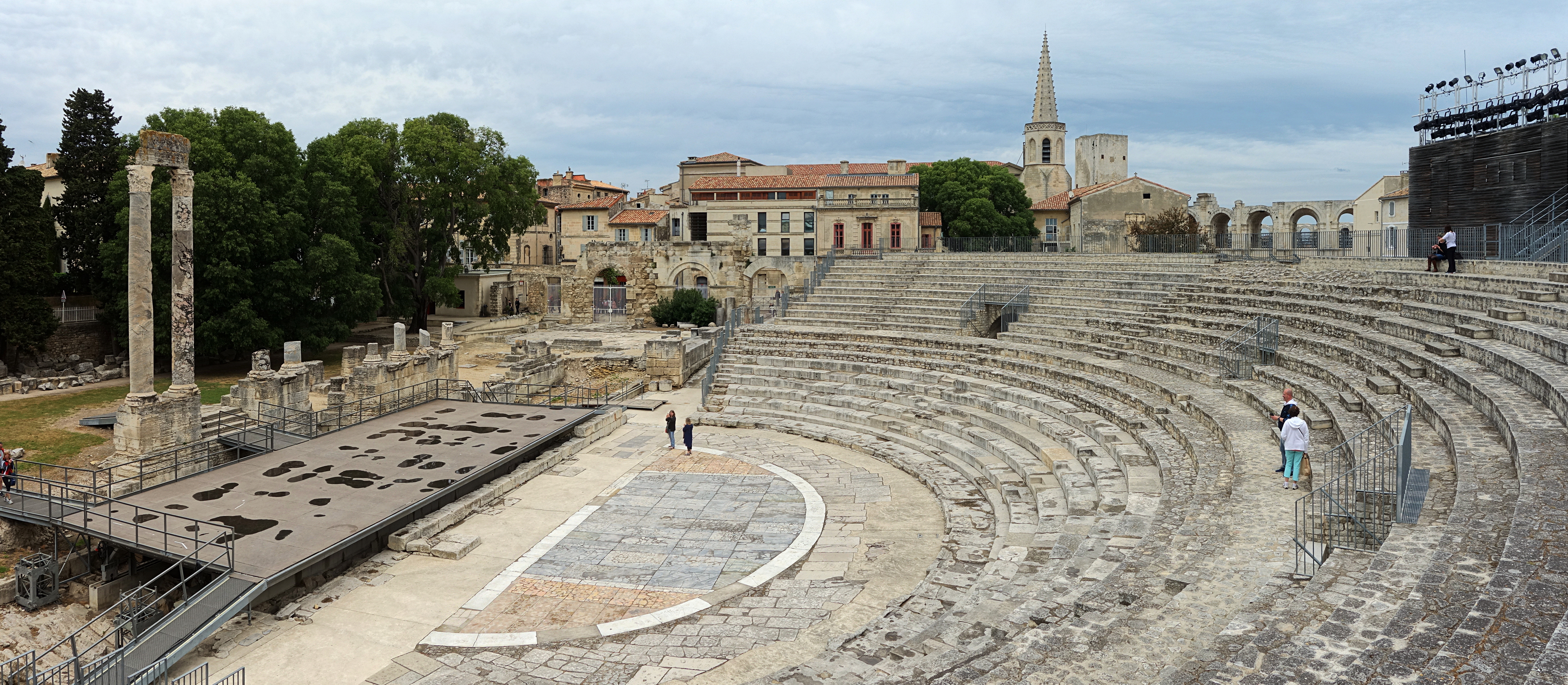
Il teatro romano

Fu inaugurato nel 12 a.C. presso la collina dell'Hauture, inserito nel suo tracciato urbano regolare. Insieme al foro e all'Arc du Rhone costituisce l'impianto monumentale della colonia in epoca augustea. Fa parte dei monumenti inseriti nella lista dei Patrimoni mondiali dell'umanità.
Iniziò ad essere fortificato nel V secolo d.C. ("Torre di Rolando", inserita nella cinta fortificata della città). Parte dei materiali fu riutilizzata per nuove costruzioni nelle vicinanze. Nel Medioevo altre costruzioni vi furono edificate e si perse memoria della sua originaria funzione, che venne nuovamente riconosciuta solo alla fine del XVII secolo. I lavori di scavo e restauro iniziarono nel 1823. Nuovi restauri sono iniziati nel 2004.
Attualmente restano pochi gradini della cavea del Teatro, l'orchestra, il proscenio e due colonne della scena, con un frammento della trabeazione. In origine la cavea si appoggiava su tre ordini di arcate e poteva accogliere circa 10.000 spettatori. Nell'orchestra, pavimentata in marmi colorati si trovava l'altare dedicato ad Apollo, rinvenuto negli scavi ottocenteschi. La scena aveva in origine tre ordini di colonne ancora in marmi colorati e una notevole decorazione scultorea, di cui rimane la celebre "Venere di Arles" e la testa di una statua colossale di Augusto.

### Anfiteatro

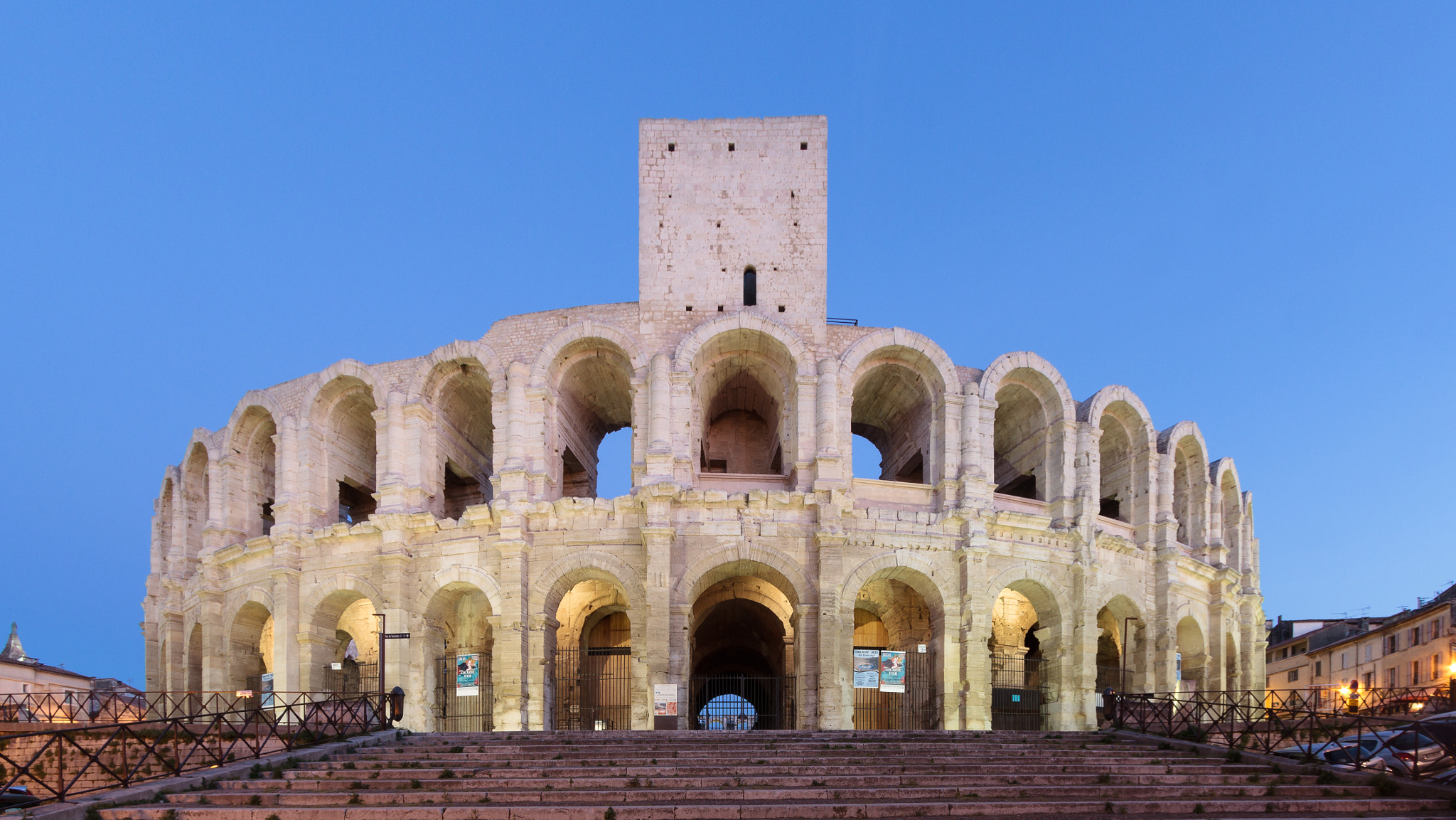
L'anfiteatro

Conosciuto con il nome di les Arènes, l'anfiteatro fu edificato intorno all'80 d.C., addossato al fianco settentrionale della collina dell'Hauture, con orientamento diverso rispetto a quello del tracciato urbano. Le sue dimensioni, 136 x 107 m, sono di pochissimo superiori a quelle della vicina Arena di Nîmes e lo rendono uno dei più imponenti anfiteatri romani ancora esistenti. Fa parte dei monumenti inseriti nella lista dei Patrimoni mondiali dell'umanità.
Nel Medioevo divenne una vera e propria cittadella fortificata e vi furono innalzate quattro torri. Nel 1735 il consiglio municipale proibì la ricostruzione delle abitazioni che vi si erano installate e il monumento venne liberato dalle costruzioni successive a partire dal 1822. Restauri del monumento, ora esposto agli agenti atmosferici, furono condotti a più riprese e alla fine del XIX secolo fu instaurato un regolare programma di manutenzione. Nuovi grandi restauri sono iniziati nel 2000.
Circa 21.000 spettatori potevano essere ospitati nella cavea, suddivisa in quattro maeniana (suddivisioni orizzontali) e sostenuta da due ordini di 60 arcate, sormontate da un attico oggi perduto. Come in molti altri anfiteatri il sistema di accesso era articolato per mezzo delle scale e dei corridoi anulari ricavati nelle strutture di sostegno. L'arena era pavimentata con un tavolato in legno sostenuto da risalti nella parte inferiore del podium (il muro che limitava la cavea, rivestito da grandi lastre in pietra): nello spazio sotto il tavolato trovavano posto i macchinari utilizzati per gli spettacoli.
L'anfiteatro viene attualmente utilizzato per spettacoli teatrali e per la Corsa camarghese.

### Circo romano

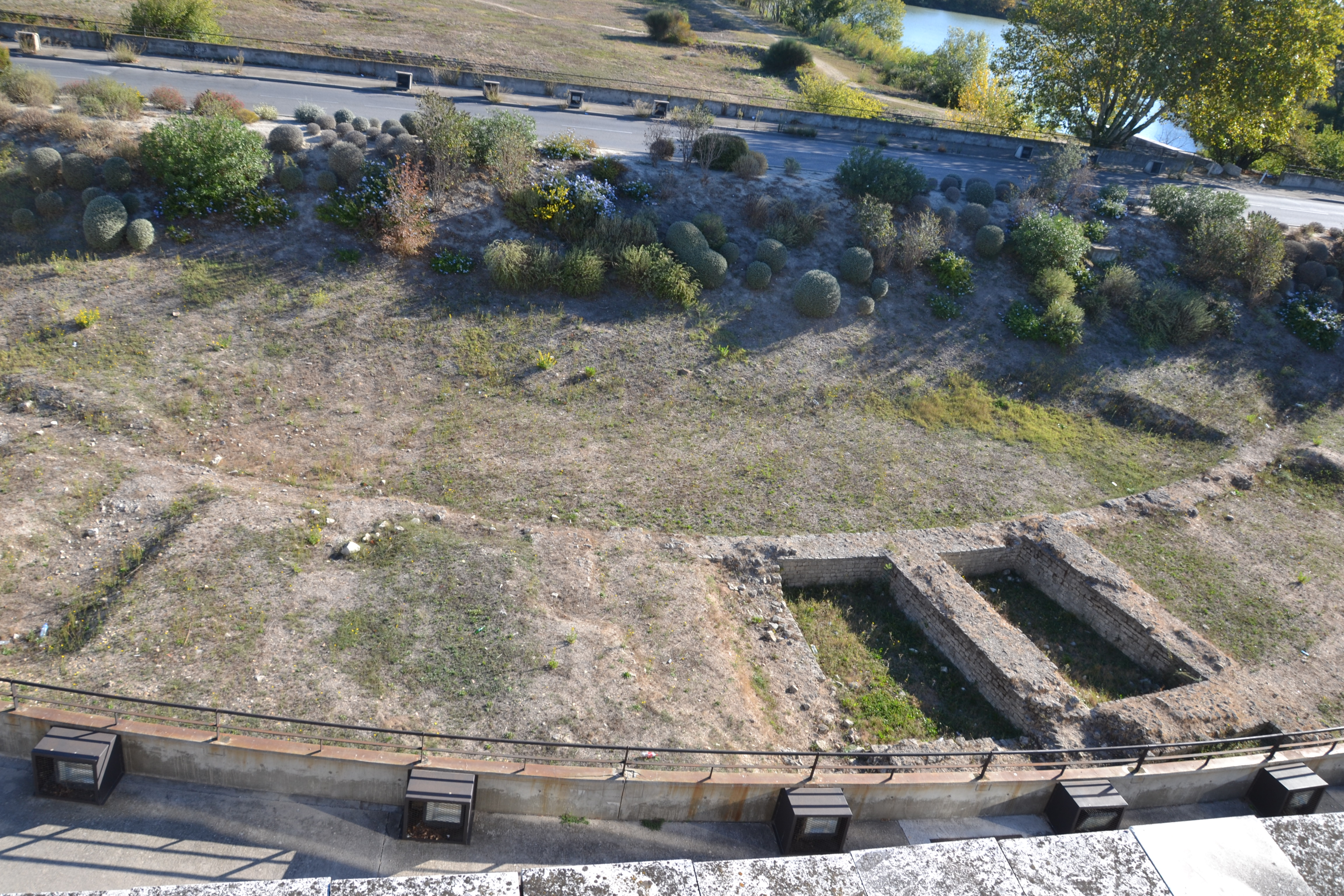
I resti del circo

Fu edificato nel 149 d.C., sotto l'imperatore Antonino Pio, fuori dalle mura, lungo la riva del fiume. Fa parte degli edifici inseriti nella lista dei Patrimoni mondiali dell'umanità.
Nel IV secolo la spina venne ricostruita con un nuovo rivestimento in lastre di marmo e l'erezione di un obelisco. Nel V secolo quando vi si svolgono ancora delle corse, inizia una parziale occupazione delle strutture. Il monumento sarà utilizzato come cava di materiale nel VI secolo in occasione della costruzione delle nuove fortificazioni. Le alluvioni del fiume ricoprirono le rovine di sedimenti e il monumento venne riscoperto solo nel XVII e nel XIX secolo, con scavi più approfonditi nel XX secolo.
La cavea poteva accogliere 20.000 spettatori ed era sorretta da un sistema di volte rampanti terminanti in facciata con un ordine di arcate.
A causa della natura argillosa del terreno le fondazioni dovettero essere rinforzate con palificazioni in legno. Sono attualmente visibili solo alcuni resti delle costruzioni della cavea sul lato corto curvilineo.

### Terme di Costantino

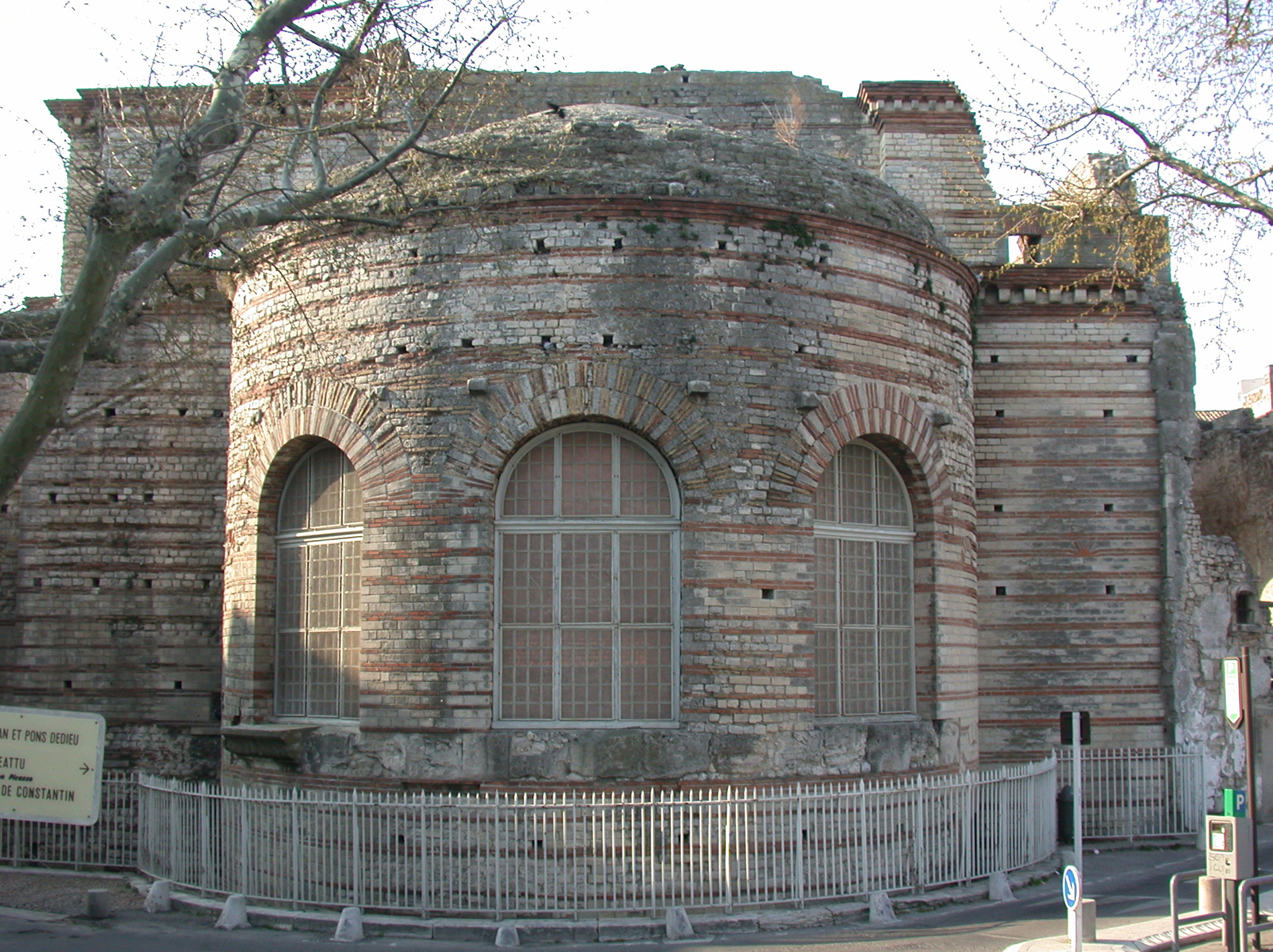
Facciata verso il fiume delle terme di Costantino

Forse sul sito di un simile edificio più antico, sulle rive del fiume, l'edificio termale venne costruito nel IV secolo DC, epoca in cui la città era divenuta sede della corte imperiale di Costantino.
Nel Medioevo la costruzione fu occupata da abitazioni private che ne fecero perdere il ricordo: nel XVI secolo i resti visibili erano identificati come quelli del palazzo imperiale di Costantino e venivano chiamati palazzo della Trouille, con allusione a sale circolari e voltate. Degli scavi nel XIX secolo permisero di identificare i resti con un edificio termale. Ad un palazzo o alla sede della prefettura delle Gallie potrebbe appartenere una sala basilicale, visibile nel vicino palazzo d'Arlatan.
I resti dell'edificio sono tuttora in gran parte compresi nelle case circostanti, mentre è stato liberato il settore settentrionale con gli ambienti caldi e altri spazi di servizio.

### Basilica paleocristiana
La prima cattedrale, sorta nel IV secolo era conosciuta solo dalle fonti fino al rinvenimento dei resti dell'abside, avvenuto nel 2003 durante lavori di costruzione sulla collina dell'Hauture.
I resti comprendono una vasta abside, poligonale all'esterno e a pianta semicircolare all'interno, che racchiude un deambulatorio pavimentato a mosaico policromo, intorno ad un'abside più piccola, con pavimento rialzato e rivestito in marmo.

### Convento di San Cesario
Il monastero femminile fu fondato con il nome di San Giovanni nel 512 dal vescovo San Cesario (502 - 542) sulla collina dell'Hauture, nei pressi della prima cattedrale.
Chiamato anche grand couvent ("convento grande"), fu chiuso durante la Rivoluzione francese nel 1792 e in gran parte distrutto e ne restano oggi poche vestigia.
La cappella di San Biagio fu edificata, sui resti di edifici anteriori, a partire dal XII secolo ed è stata oggetto di scavi archeologici nel 1972 e nel 1982.

### Chiesa di Saint-Trophime

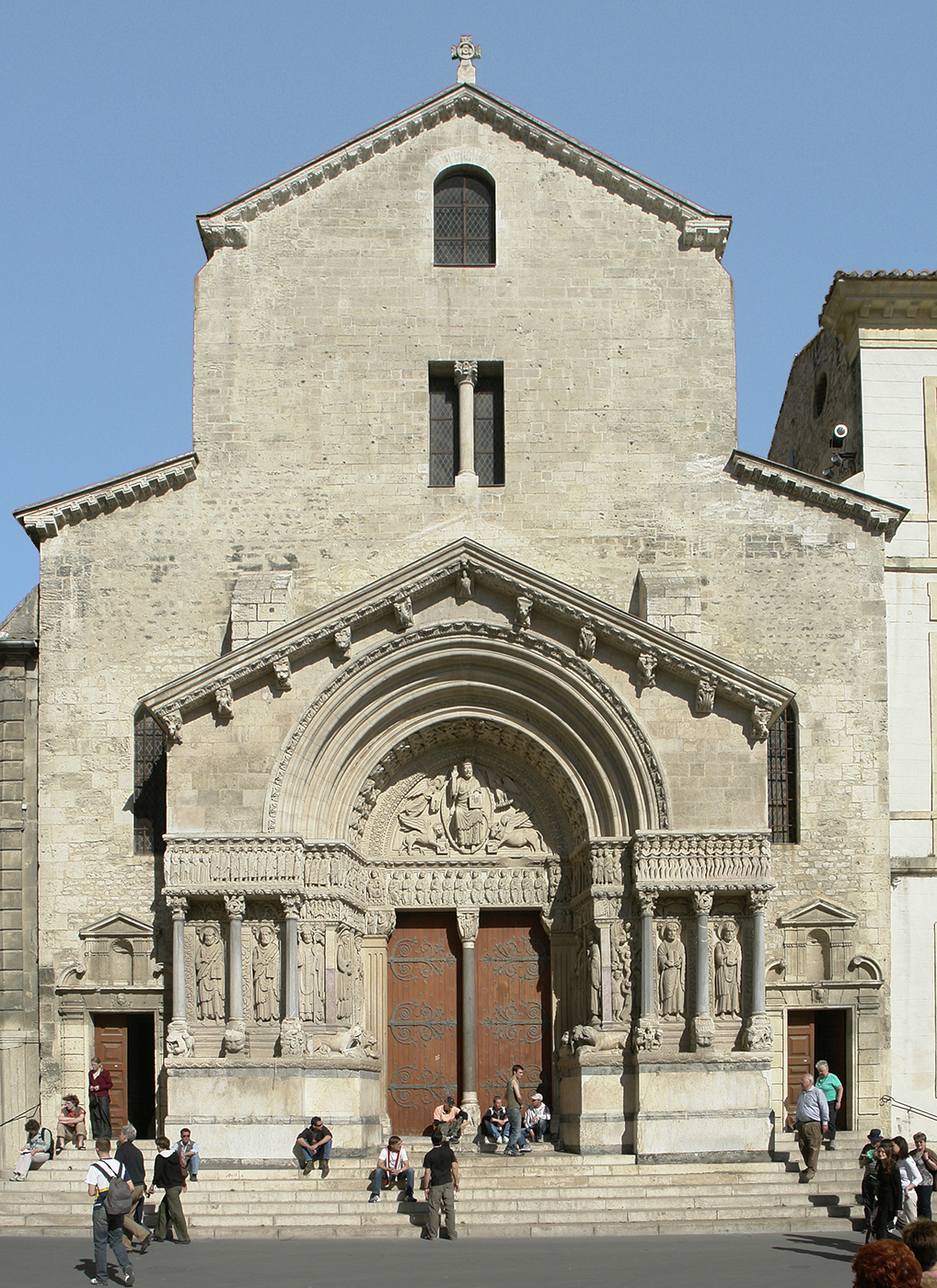
L'ex cattedrale di Saint-Trophime

La cattedrale della città fu spostata nel V secolo nei pressi dell'antico Foro della città e dedicata a Santo Stefano. Ebbe diverse fasi costruttive: la chiesa oggi visibile fu edificata tra il 1100 e il 1152, e dedicata a Saint Trophime (San Trofimo). Rappresenta uno dei monumenti più importanti del romanico provenzale e fa parte dei monumenti inseriti nella lista dei Patrimoni mondiali dell'umanità.

### Chiesa di San Giovanni di Moustiers
La chiesa fu edificata nel XII secolo in stile romanico-provenzale sulla collina dell'Hauture, e conserva un'abside decorata esternamente da lesene di imitazione antica. Fa parte dei monumenti inseriti nella lista dei Patrimoni mondiali dell'umanità.

### Piazza della Repubblica

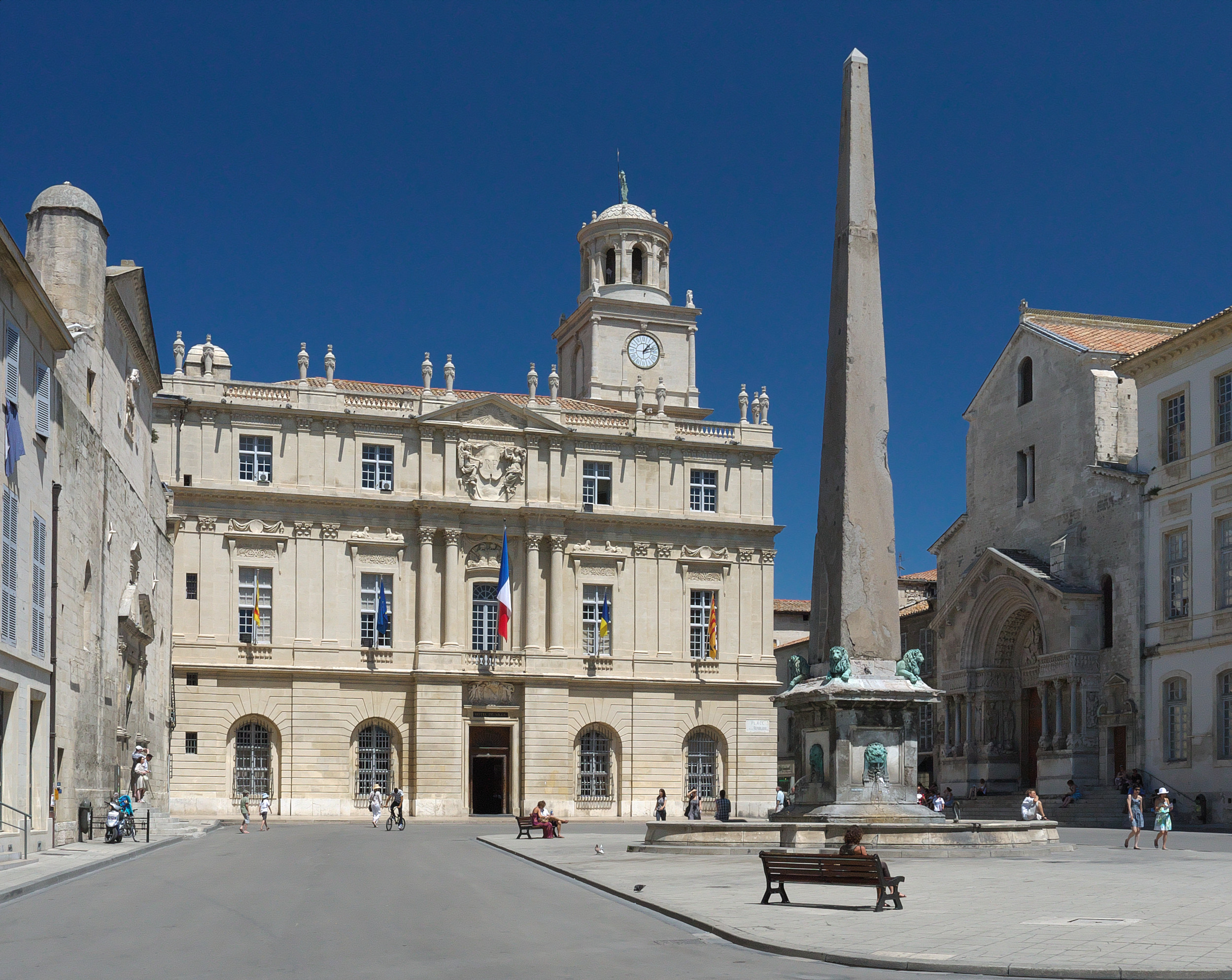
Piazza della Repubblica

Nel Medioevo si trattava di un semplice slargo tra la chiesa di Saint-Trophime e quella di Sant'Anna (1627). Nella chiesa fu ospitato dal 1825 il primo museo archeologico ("Museo di arte pagana").
Nei pressi sorgeva inoltre il Palazzo del Podestà (eretto tra il 1220 e il 1235 in stile romanico), utilizzato dal vicario del conte di Provenza dopo il 1251 e fiancheggiato dal plan de la Cour, dove si svolgevano le assemblee cittadine.
Nel 1676 venne terminato l'Hôtel de ville che inglobava la più antica Torre dell'Orologio (1558), che a sua volta ne sostituiva una più antica. In questa occasione fu creata la vera e propria piazza con l'abbattimento di diversi isolati. A diverse epoche appartengono le facciate degli altri edifici che la bordano: dalla chiesa di Sant'Anna, ricostruita nel 1627 fino al palazzo delle Poste, oggi sede di servizi pubblici e associazioni, che chiuse la piazza nel 1898 (architetti Auguste e Leonard Véran).
L'obelisco di fronte al Municipio, qui rialzato nel 1676, era stato posto nel IV secolo DC sulla spina del circo romano. Si tratta di una realizzazione romana, scolpita in una pietra originaria dall'odierna Turchia. Fu rinvenuto nel 1389, rotto in due pezzi. Nel XIX secolo fu aggiunto il bacino d'acqua ai suoi piedi. Durante la sua erezione vennero scoperti dei resti relativi ad uno stabilimento termale di epoca romana.

### Commanderie Sainte-Luce

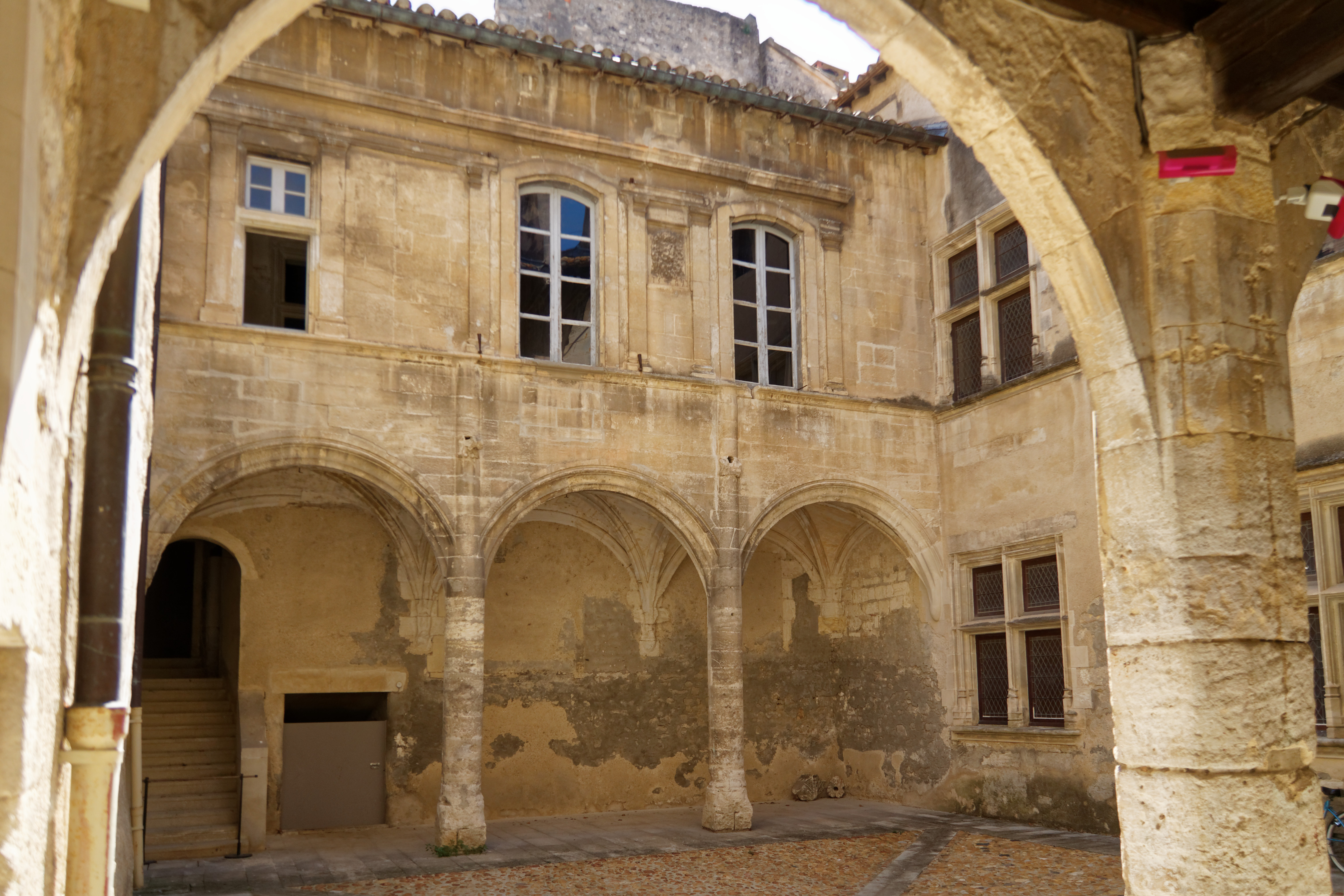
Cortile della commanderie Sainte-Luce

Si tratta di un insieme di edifici appartenuto ai Templari. In seguito passò agli ospedalieri di San Giovanni di Gerusalemme, o Sovrano Militare Ordine di Malta. I quattro edifici riuniti intorno al cortile centrale risalgono uno probabilmente alla fine del XIII secolo, due al XV e l'ultimo fu rimaneggiato nel XVI.

### Convento dei Grands-Carmes
Il primo convento dei Carmelitani costruito nel XIII secolo e successivamente abbandonato, fu nuovamente messo in luce durante i restauri per una banca. Comprende la cappella Desalberts, con volte gotiche dall'articolata decorazione, della seconda metà del XVI secolo.

### Convento dei Domenicani
Inizialmente insediati all'esterno delle mura, i Domenicani si insediarono nel XIV secolo sulle rive del fiume. La monumentale chiesa, consacrata a Notre-Dame-de-Confort fu completata nel 1484 in forme gotiche. A partire dal 1981 è stata oggetto di scavi e di lavori di restauro.

### Gran Priorato dell'Ordine di Malta (Museo Réattu)
La sede del Gran Priore dell'Ordine di Malta fu realizzata a partire dal XV secolo da due commanderies medioevali. Nel 1868 fu sede del museo municipale di belle arti, attualmente orientato in particolare verso l'arte contemporanea e la fotografia.

### Spazio Van Gogh

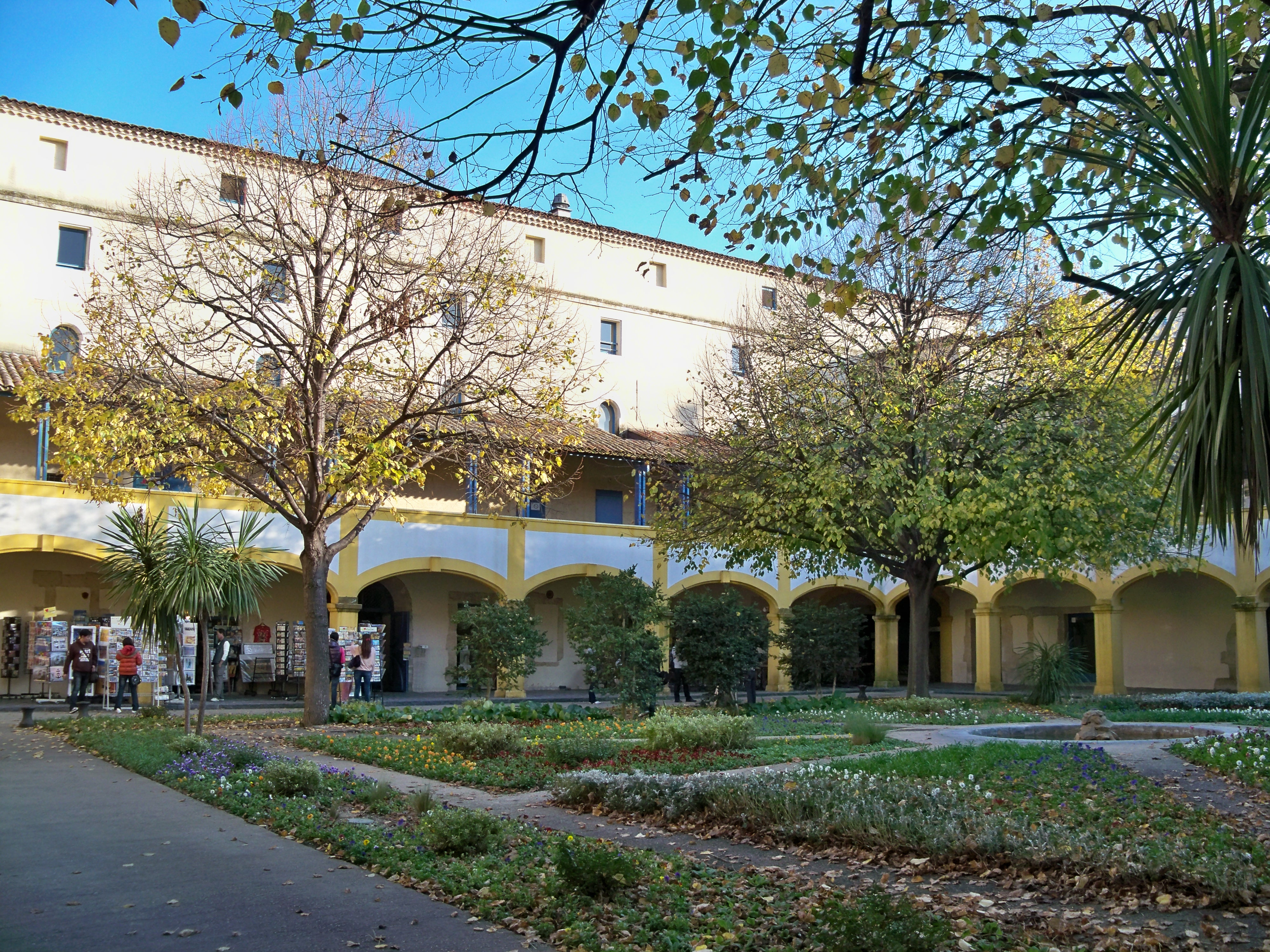
Lo Spazio Van Gogh

L'antico ospedale fu costruito tra il 1573 e XVII secolo e il 1680, riunendo i 32 complessi di sanità presenti all'epoca in città. Nel 1835 tre dei corpi di fabbrica intorno al chiostro centrale furono rialzati in seguito ad un'epidemia di colera. Vi fu ospitato Van Gogh, che raffigurò l'edificio nei suoi quadri. L'ospedale cessò di funzionare negli anni 1970.
Successivamente l'edificio subì ampie opere di restauro e trasformato in centro culturale. Durante i lavori fu oggetto di scavi archeologici che hanno rimesso in luce testimonianze della protostoria locale.

### Esplanade des Lices
Sul sito dove gli scavi hanno rivelato resti di ville suburbane del II secolo DC, si eressero a partire dal XVII secolo (piazzale del Mercato Nuovo) il nuovo convento dei Carmelitani (1634 e 1702), con annessa cappella (oggi unico resto visibile) e l'Ospedale della Carità delle suore agostiniane. Verso il 1820 nasce il grande boulevard des Lices, che attraversa i giardini dell'antico convento.
Gli scavi qui condotti hanno rivelato la presenza di ricche ville suburbane di epoca romana, con pavimenti decorati a mosaico policromo. Alcuni dei resti sono stati lasciati visitabili nei sotterranei della banca del Crédit Agricole.

### Cimitero monumentale
Sistemato fuori città nel 1786, presenta numerosi esempi di tombe del Secondo Impero e iscrizioni funerarie in lingua d'oc.

### Necropoli degli Alyscamps

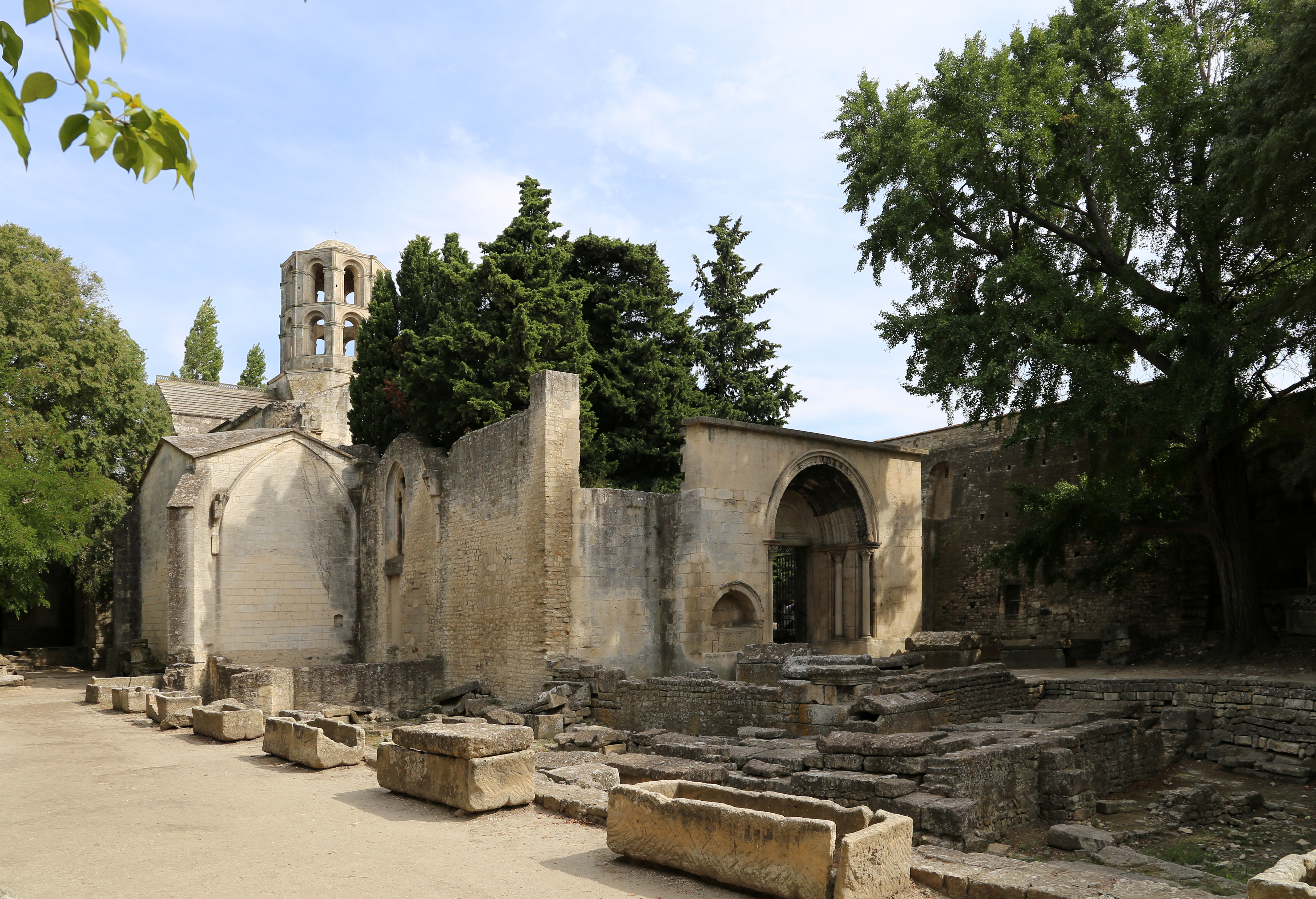
Necropoli degli Alyascamps e chiesa di Sant'Onorato

La necropoli, situata lungo l'antica via Aurelia fu utilizzata in età romana e medievale. Acquistò importanza in epoca paleocristiana per la sepoltura qui avvenuta del martire San Genesio e di San Trofimo. La salma di quest'ultimo venne spostata, attorno alla metà del XII secolo, nella cattedrale di Arles. Il nome deriva da Elisi campi. In una cappella della zona furono seppelliti anche i primi vescovi di Arles. Fu tappa obbligata nel cammino di pellegrinaggio verso Santiago di Compostela. Nel ciclo carolingio vi fu ambientato un combattimento tra Carlo Magno e i Saraceni, per spiegare la grande quantità di tombe presenti. Dante cita il luogo nella Divina Commedia (Inferno, IX, 112).
Vi sorge la chiesa di Sant'Onorato, conosciuta dall'XI secolo e costruita dai monaci dell'abbazia di San Vittore a Marsiglia. Nel XII secolo l'abbazia fu interamente ricostruita ma la chiesa, in stile romanico-provenzale, non fu mai completata. La navata centrale rimasta scoperta ospitò nel XVII secolo un lapidario.
Risale ad epoca medioevale anche la chiesa di San Pietro des Mouleyrès, il cui cimitero è stato tagliato per il passaggio della linea ferroviaria. Rovinata e abbattuta, fu ricostruita nel XVII secolo.
La cappella dei Porcelet, del XV secolo è una delle poche cappelle familiari conservate della necropoli.
I viali furono sistemati nel XVIII secolo dai padri Minimi e furono dipinti da Vincent van Gogh e da Paul Gauguin nel 1888.

### Centro ospedaliero Joseph-Imbert
Il centro sorge sulla collina di Fourchon e prende il nome dal medico e sindaco di Arles Joseph Imbert (1903-1945). Fu inaugurato nel 1974 ed è opera dell'architetto Paul Nelson, che elaborò la concezione di ospedale come "macchina per guarire", basandosi su due principi essenziali: la funzionalità degli spazi e massimo controllo dei fattori ambientali.

### Abbazia romanica di Montmajour

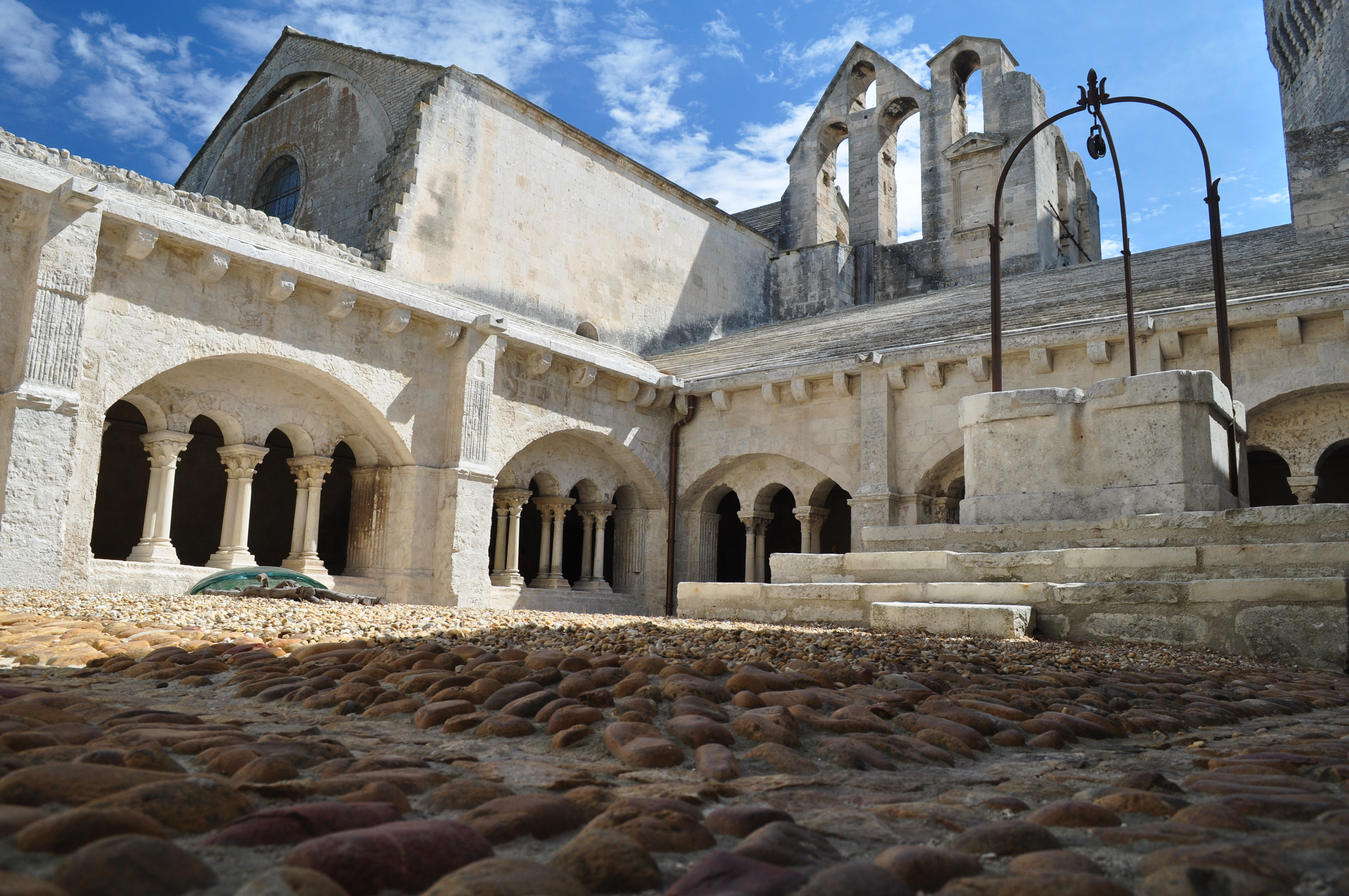
Il chiostro e la chiesa abbaziale di Montmajour

A qualche chilometro a nord-est della città, fa parte dei monumenti inseriti nella lista dei Patrimoni mondiali dell'umanità.
Il chiostro, con ricca decorazione, presenta quattro gallerie intorno ad una piccola corte scoperta. Degli edifici conventuali restano la sala capitolare, il refettorio e resti delle celle e dei magazzini. Nel 1369 fu aggiunta al convento una torre difensiva, detta Torre degli abati, tuttora ben conservata.
L'abbazia declinò in seguito all'uso della commenda, ossia della concessione del beneficio da parte del papa anche al di fuori della congregazione monastica, anche a dei laici. Una ripresa si ebbe per iniziativa dell'arcivescovo di Arles nel XVII secolo. Verso il 1730 fu costruito il convento di San Mauro, distrutto durante la Rivoluzione francese e attualmente in rovina.
La comunità monastica si costituì a partire dal X secolo e prosperò grazie a numerose donazioni aristocratiche. Fu centro di pellegrinaggio grazie ad alcune reliquie della Croce (Pardon de Montmajour, il 3 maggio, celebrazione istituita nel 1030).
L'edificio più antico è rappresentato dalla chiesa di San Pietro, costruita intorno al 1040, in parte scavata nella roccia,
La chiesa abbaziale di stile romanico fu invece costruita nel XII secolo in sostituzione di una chiesa precedente, nominata dalle fonti, ma di cui non abbiamo alcun resto. La chiesa era ad unica navata, attualmente di due sole campate, poiché la terza, prevista, non venne mai realizzata. La sottostante cripta a deambulatorio con cappelle radiali, presenta una pianta diversa da quella della chiesa soprastante, a cui fa da sostruzione sul pendio della collina.
Fuori dal perimetro del convento sorge la cappella della Santa Croce (fine del XII secolo), che fu costruita come centro per i pellegrini.
La chiesa è a pianta centrale quadriloba e con breve campata che fa da vestibolo. I frontoni che decorano l'esterno prendono ispirazione dai monumenti romani della città.

### Musée de l'Arles antique
La formazione delle collezioni risale al 1614, con l'esposizione nel palazzo del Municipio delle vestigia archeologiche rinvenute in città. Nel 1651 fu ritrovata ed esposta la statua della Venere di Arles, rinvenuta nel teatro, che venne poi ceduta al re Luigi XIV per il parco di Versailles. Altre collezioni erano ospitate nei conventi (in particolare nel cortile del convento della Misericordia, situato sul sito stesso del teatro). Nel 1784 agli Alyscamps venne realizzato il primo museo archeologico pubblico, ma l'esperienza fu interrotta dalla Rivoluzione francese. Nel 1805 fu la chiesa di Sant'Anna ad essere dedicata come Museo dell'arte pagana all'esposizione degli oggetti antichi. Nel 1935 la crescita delle collezioni rese necessario l'apertura di un Museo di arte cristiana nella cappella dei Gesuiti. Infine a partire dagli anni 1970 fu presa la decisione di edificare un nuovo museo archeologico che venne infine inaugurato nel 1995, opera dell'architetto Henri Ciriani.
Il museo ha pianta triangolare e ciascuno dei tre lati è dedicato ad una specifica funzione: esposizione, accoglienza del pubblico, restauri e studi. Gli oggetti illustrano la storia della città e il modo di vivervi dall'epoca neolitica fino alla tarda antichità, seguendo un percorso cronologico e tematico.

## Infrastrutture e trasporti

### Strade
Le due principali vie d'accesso alla città sono le superstrade N113 ed N572, entrambe prolungamenti dell'autostrada A54. Da Arles si diramano anche le strade dipartimentali D6113 per Nîmes, D35 per Port-Saint-Louis-du-Rhône, D570 per Saintes-Maries-de-la-Mer e D570 N per Avignone.

### Ferrovie
La città è servita da una propria stazione ferroviaria posta lungo la linea Parigi-Marsiglia.

## Amministrazione

### Gemellaggi
Arles è gemellata con:
- Fulda, dal 1964
- Jerez de la Frontera, dal 1980
- Kalymnos, dal 2004
- Pskov, dal 1976
- Sagné, dal 1989
- Vercelli, dal 1970
- Verviers, dal 1967
- Wisbech, dal 1964
- York, dal 1954